# Pound the Alarm
Pound the Alarm - utwór trynidadzko-amerykańskiej raperki, Nicki Minaj wydany 8 lipca 2012 roku jako czwarty, a zarazem drugi międzynarodowy singel promujący jej drugi album studyjny, Pink Friday: Roman Reloaded. Za produkcję odpowiedzialny jest RedOne, który miał przyjemność być też kompozytorem "Starships".

## Kompozycja
Utwór został napisany przez Onika Maraj, Nadir Khayat, Carl Falk, Rami Yacoub, Bilal Hajji, Achraf Jannusi a wyprodukowany przez RedOne, Carl Falk, and Rami. "Pound the Alarm" nagrany został w Conway Studios w Los Angeles.

## Teledysk
Teledysk do piosenki został nakręcony na Trynidadzie, skąd pochodzi Minaj. Premiera wideoklipu miała miejsce na kanale MTV Live HD.

## Notowania
| Lista (2012)                                        | Najwyższa pozycja |
| --------------------------------------------------- | ----------------- |
| Australia (Top 50 Singles)                          | 10                |
| Błąd przy wprowadzaniu danych Belgia (Wallonia) Top | 30                |
| Francja (Top 200 Singles)                           | 19                |
| Irlandia (Top 50 Singles)                           | 8                 |
| Kanada (Billboard Canadian Hot 100)                 | 8                 |
| Nowa Zelandia (Top 40 Singles)                      | 6                 |
| Wielka Brytania (Singles Top 100)                   | 8                 |

## Historia wydania
| Kraj            | Data          | Format                     | Wytwórnia                                   |
| --------------- | ------------- | -------------------------- | ------------------------------------------- |
| Wielka Brytania | 8 lipca 2012  | -                          | -                                           |
| USA             | 17 lipca 2012 | Mainstream i Rythmic radio | Young Money, Cash Money, Universal Republic |